# Foltos virágcincér
A foltos virágcincér (Anoplodera sexguttata) a cincérfélék családjába tartozó, Európában és Észak-Afrikában honos bogárfaj. 

## Megjelenése
A foltos virágcincér testhossza 0,7-1,2 cm. Teste hosszúkás, karcsú, alapszíne fényes fekete. Feje a halánték mögött mélyen befűződött. A fejtető és a nyak között a harántbenyomat fényes, nem pontozott, a fejtető domború, hosszában nem benyomott. Az előtor háta domború, elöl nem, hátul haránt benyomott; durván, de nem ráncosan pontozott. Csápjai hosszúak, vékonyak, robusztusak; a hímek esetében a potroh végéig, a nőstényeknél a kétharmadáig érnek. Szárnyfedőin három-három nagy sárga folt látható: egy az elején, középtájt; a másik kettő nagyjából a szárnyfedő közepe előtt és mögött. A két hátulsó folt gyakran összeolvad; ritkán előfordulnak folthiányos példányai is. 

## Elterjedése és életmódja
Európában honos a Pireneusoktól egészen az Urálig; Észak-Afrika nyugati vidékein is előfordul. Magyarországon nem ritka, főleg a domb- és hegyvidékeken található meg. 
Lomberdők szélén, erdei tisztásokon, ligetekben látható. Az imágó jól repül, igen mozgékony. Árnyékban lévő cserjék, galagonya, ernyősvirágúak virágzatán táplálkozik pollennel és nektárral. Áprilistól július-augusztusig aktív. Lárvája főleg tölgy, gyertyán és bükk (és más lombos fák) elhalt ágaiban fejlődik két vagy három éven át, majd kora tavasszal a fában bebábozódik.  

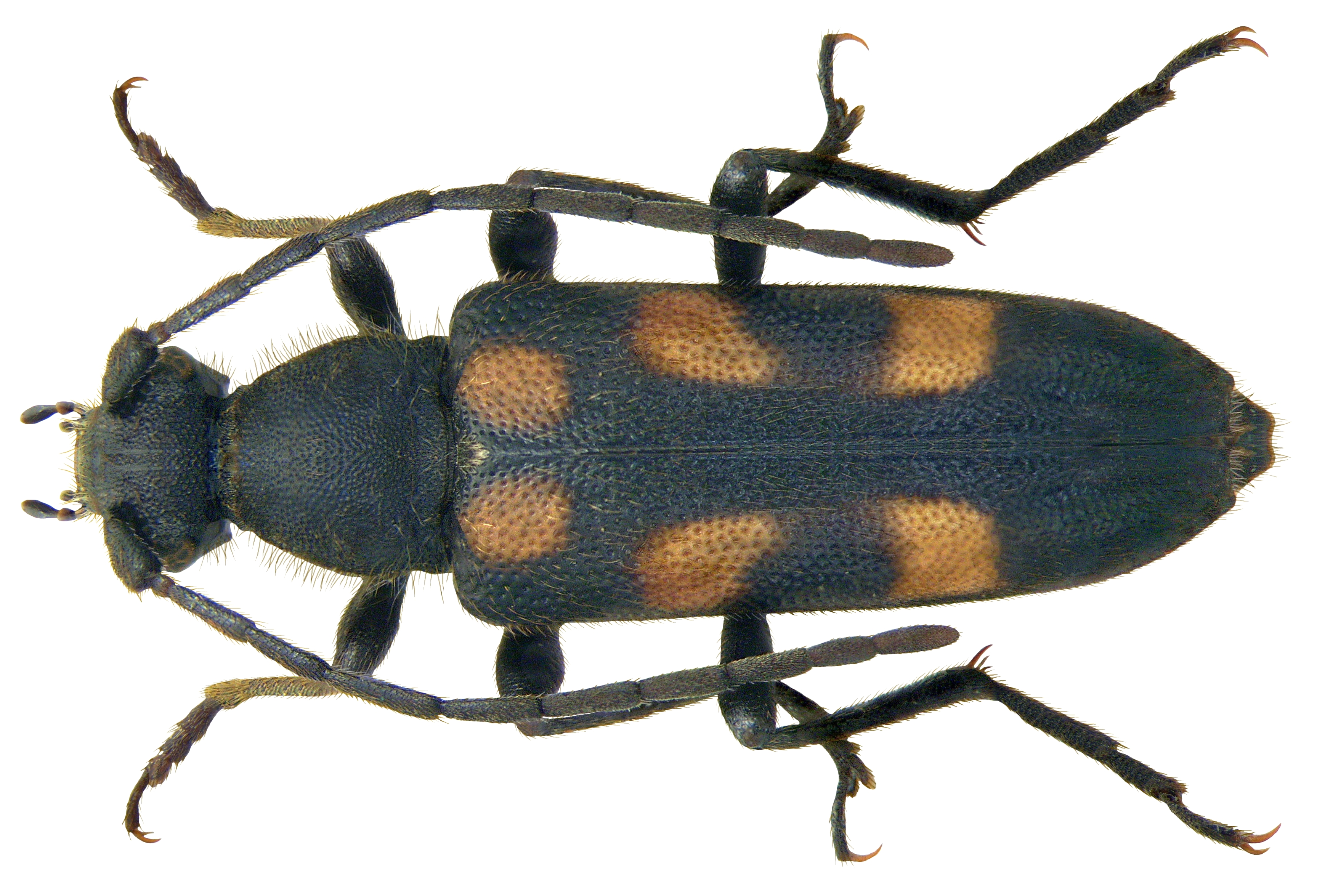
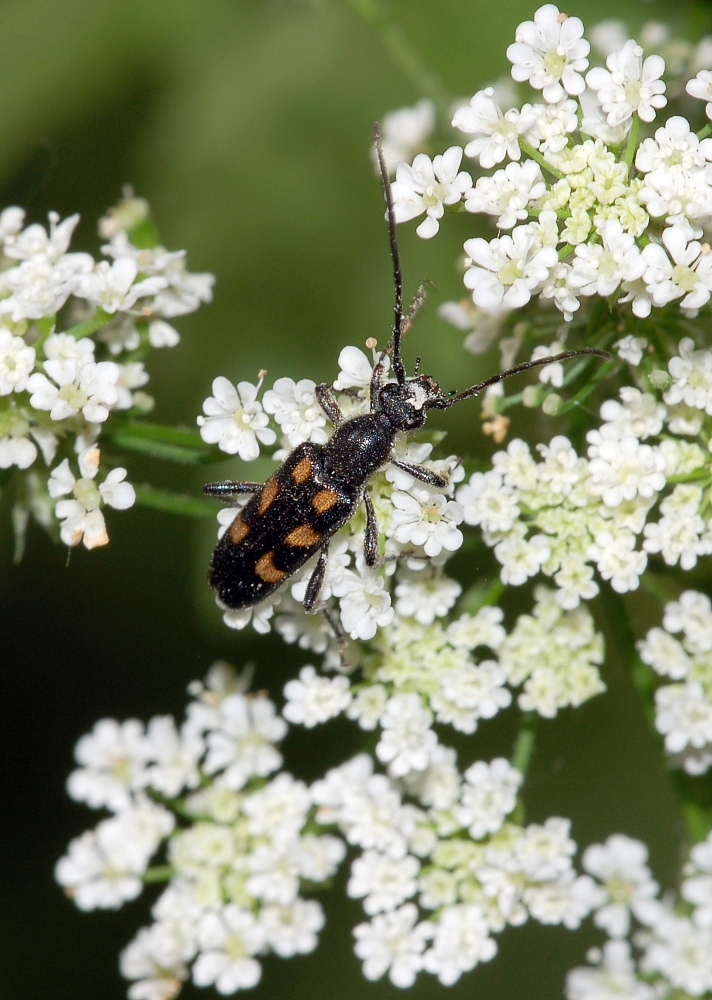
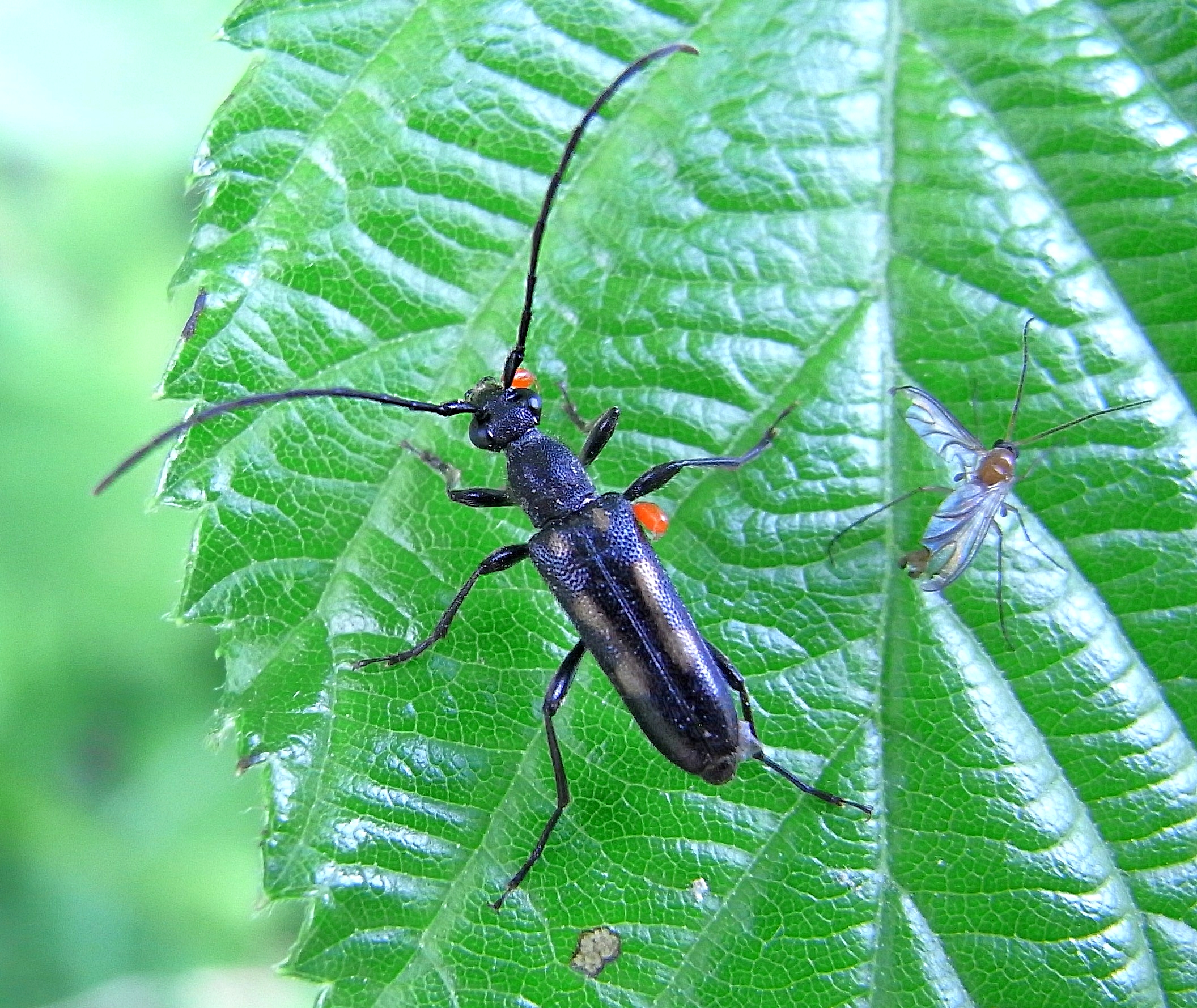
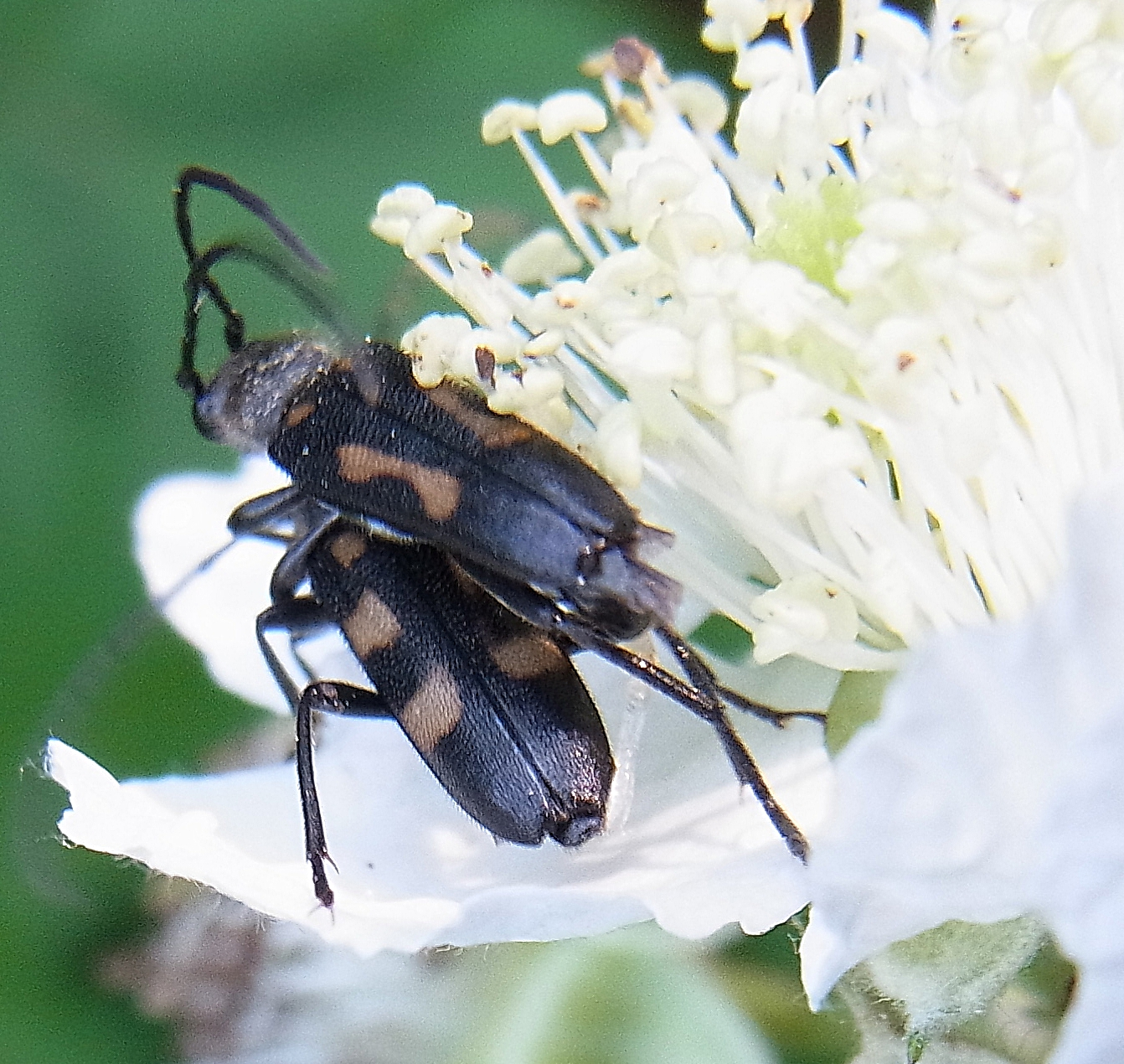

Magyarországon nem védett.